# ザイラーの初恋物語
『ザイラーの初恋物語』（ザイラーのはつこいものがたり、Ein Stück vom Himmel）は、1957年のオーストリア、西ドイツのロマンティック・コメディ映画。トニー・ザイラーの映画デビュー作である。

## キャスト
※括弧内は日本語吹替（放送日1964年9月29日 フジテレビ）
- ペーター：トニー・ザイラー（金内吉男）
- クリスティーネ：イングリッド・アンドレ（池田昌子）
- ウィリー：ゲオルグ・トマラ（近石真介）
- エリカ：マルギット・サード
- ジャッキー：ボーイ・ゴベール
- ロナルド：エリック・シューマン
- エルフリーデ：キャリクリア・バクセバノス

## スタッフ
- 監督：ルドルフ・ユーゲルト
- 脚本：パウル・ヘルウィッヒ、ユリアーネ・カイ
- 撮影：ギュンター・ゼンフトレーベン
- 音楽：フランツ・グローテ